# Eberdorf, Stari Dvor
Eberdorf je naselje v Občini Stari Dvor v Okraju Šentvid ob Glini na Koroškem v Avstriji.